# Eleanor Grove
Pour les articles homonymes, voir Grove.
Eleanor Grove (1826 - 22 novembre 1905)  est une pédagogue britannique. Elle est la directrice fondatrice du College Hall de Londres, à Bloomsbury.

## Biographie
Eleanor Grove naît à Clapham en 1826, plus jeune enfant d'une famille protestante influencée par la spiritualité et la morale du mouvement de Clapham. Elle est la fille de Mary Blades et de son époux, Thomas Grove, marchand de poisson et de venaison. La famille valorise l'éducation et la musique et, grâce aux relations de ses frères et sœurs, Grove est en contact avec des cercles cultivés. L'un de ses frères, George Grove, est connu comme le premier rédacteur du Grove Dictionary of Music and Musicians. Peu d'informations sont connues sur son éducation, mais elle est très cultivée.
Elle travaille comme gouvernante en Allemagne d'une nièce de Bismarck, Marie von Arnim, puis à Vienne, et elle traduit en anglais deux romans allemands, Une princesse égyptienne de Georg Ebers et Les Années d'apprentissage de Wilhelm Meister de Goethe, édités en 1867,.
Lorsque le Queen's College de Harley Street passe une annonce en 1872 pour recruter une secrétaire, Eleanor ne peut se présenter à l'entretien, mais son frère George la représente et elle est engagée.
Grove est ensuite nommée Lady Resident en 1875. Elle supervise le personnel, conseille les étudiantes dans leurs études et fait respecter la discipline. Elle fait ainsi la connaissance de Rosa Morison qui travaillait comme secrétaire adjointe depuis 1872, occupant la fonction de Lady Resident adjointe et qui devient sa partenaire de vie. Grove et Morison démissionnent en 1881 de leurs fonctions alors qu'elles comprennent que le Queen's College ne s'ouvrira pas aux études supérieures pour les femmes,.
Après un séjour en Allemagne, elles postulent aux fonctions de direction du nouveau College Hall, une résidence universitaire sur le point de s'ouvrir à Londres pour les étudiantes du University College et de la London School of Medicine for Women. Eleanor Grove trouve un bâtiment pour le collège au 1 Byng Place, Torrington Square à Bloomsbury, grâce à son beau-frère, Joshua Harrison, pasteur protestant qui en est le propriétaire. Elle est nommée officiellement principale en 1882 et Morison devient son adjointe. College Hall ouvre ses portes à Coward College en 1882, initialement avec des chambres pour neuf étudiantes. En 1884, il y a dix-sept étudiantes et de nouveaux bâtiments doivent être trouvés.
La mauvaise santé de Grove l'oblige à prendre sa retraite en 1890. Elle s'installe non loin de College Hall, dans une maison au 15 Tavistock Square. Elle meurt d'une insuffisance cardiaque, après plusieurs années de mauvaise santé, le 22 novembre 1905. Un service religieux se déroule à la St Pancras Old Church et elle est inhumée le 29 dans le caveau de famille des Grove, au cimetière de West Norwood.

## Postérité
L'University College de Londres accorde une bourse annuelle en son nom. En 2018, une nouvelle résidence nommée Eleanor Rosa Hall commémore la contribution de Rosa Morison et Eleanor Grove à l'éducation des femmes. Le nouveau bâtiment compte 33 étages et peut accueillir 500 étudiants.